# Adobe Flash
Adobe Flash (tidigare Macromedia Flash), eller enbart kallat Flash, var ett datorprogram som användes framförallt i början av 00-talet till att skapa animationer, spel och så kallade Rich Internet Applications (RIA) för webben. För att visa Flash-grafik i en webbläsare krävdes ett insticksprogram som Adobe Flash Player eller Gnash. 
Flash-animationer kunde göras med så kallade nyckelbilder ("keyframes") eller med hjälp av skriptspråket Actionscript. Generellt genererade animeringar gjorda i Actionscript mindre filer vilket var fördelaktigt på webben.
Funktionaliteten i Adobe Flash har successivt ersatts av modernare sätt att visa grafik, till exempel HTML5, och vid årsskiftet 2020/21 upphörde all support för programvaran från leverantören Adobe.

## Historia
Föregångaren till Flash kallades SmartSketch och skapades av den amerikansk utvecklaren Jonathan Gay. År 1995 nylanserades programmet som ”FutureSplash Animator” och blev snabbt populärt bland företag som ville skapa animationer för webben. Bland kunderna fanns då företag som Disney, MSN och Fox. I november 1996 köptes FutureSplash upp av Macromedia och FutureSplash Animator döptes om och lanserades som Macromedia Flash 1.0. Under åren tillkom en mängd nya funktioner och användningsområden. Populariteten ökade och 2005 var Flash Player det vanligaste insticksprogrammet för multimedia.
År 2005 köptes Macromedia upp av Adobe och Flash blev en del av deras professionella designserie. Samma år lanserades YouTube och från början var sidans videoformat Flash video vilket ökade Flashs popularitet ytterligare.
År 2007 lanserade Apple iPhone och meddelade att den inte hade stöd för Flash. Steve Jobs menade att Flash hade dålig säkerhet, drog för mycket batteri och var dåligt kodat. Ställningstagandet att inte stödja Flash i Apples produkter tydliggjordes i ett blogginlägg av Steve Jobs i april 2010 med titeln "Thoughts on Flash" vilket bidrog till en kraftig nedgång i Flashs popularitet.
Flash användes därefter främst för att utveckla mobilspel med Adobe AIR.

## Konkurrens
Adobe Flash var fram till i maj 2008 ett av Adobe slutet format, men öppnades därefter även för andra. En bidragande orsak till det beslutet uppgavs bland annat vara den ökande konkurrensen som Flash-formatet mötte från Microsoft Silverlight och möjligheterna med kommande HTML5.

## Nedläggning
I juli 2017 meddelade Adobe att man skulle lägga ner Adobe Flash efter 2020. Orsaken var de många allvarliga säkerhetshålen genom åren. Det innebar att de stora webbläsarna – Chrome, Firefox och Edge – slutade stödja Adobe Flash den 1 januari 2020. Flash Player var länge en favorit bland många hackare.

### Fotnoter
1. ↑  ”Informationssida för företag om Adobe Flash Player EOL”. Adobe. 13 januari 2021. https://www.adobe.com/se/products/flashplayer/enterprise-end-of-life.html. Läst 18 februari 2024.
2. 1 2 3  ”Älskade hatade Flash”. Internetmuseum. 2 november 2015. https://www.internetmuseum.se/tidslinjen/alskade-hatade-flash/. Läst 10 april 2018.
3. ↑  Steve Jobs (april 2010). ”Thoughts on Flash”. Apple. Arkiverad från originalet den 26 juni 2017. https://web.archive.org/web/20170626073407/https://www.apple.com/hotnews/thoughts-on-flash/. Läst 20 november 2022.
4. ↑  ”Adobe öppnar upp Flash”. SweClockers. 1 maj 2008. https://www.sweclockers.com/nyhet/7648-adobe-oppnar-upp-flash. Läst 18 februari 2024.
5. ↑  Adobe – Open Screen Project Arkiverad 6 maj 2008 hämtat från the Wayback Machine. (engelska)
6. ↑  ”Nu igen – allvarliga säkerhetshål i Adobe Flash Player, Reader och Acrobat”. IDG. 11 januari 2017. Arkiverad från originalet den 7 december 2020. https://web.archive.org/web/20201207094349/https://techworld.idg.se/2.2524/1.673401/adobe-flash-player-reader-acrobat. Läst 28 november 2020.
7. ↑  ”Då var det klart! Flash Player pensioneras 2020”. IDG. 26 juli 2017. https://techworld.idg.se/2.2524/1.743182/sa-ska-internet-archive-se-till-att-flash-innehall-bevaras. Läst 28 november 2020.
8. ↑  ”Flash Players livscykelslut Påverkan i Reader och Acrobat”. Adobe. 20 februari 2020. https://helpx.adobe.com/se/acrobat/kb/flash-format-support-in-pdf.html. Läst 28 november 2020.
9. ↑  ”Adobe dödförklarar Flash efter 2020”. SweClockers. 26 juli 2017. https://www.sweclockers.com/nyhet/24163-adobe-dodforklarar-flash-efter-2020. Läst 28 november 2020.